# Musikjahr 1788
Liste der Musikjahre

◄◄ | ◄ | 1784 | 1785 | 1786 | 1787 | Musikjahr 1788 | 1789 | 1790 | 1791 | 1792 | ► | ►►

Weitere Ereignisse
Dieser Artikel behandelt das Musikjahr 1788.

## Ereignisse
- 24. Oktober: Das Theater in der Josefstadt wird als drittes Wiener Vorstadttheater eröffnet.

## Instrumental und Chormusik (Auswahl)
- Wolfgang Amadeus Mozart: 39. Sinfonie Es-Dur KV 543;  40. Sinfonie G-Moll KV 550;  41. Sinfonie C-Dur KV 551 (Jupitersinfonie); 26. Klavierkonzert D-Dur, KV 537; Klaviertrio in E-Dur KV 542; Klaviertrio in C-Dur KV 548; Klaviertrio in G-Dur KV 564; Klaviersonate F-Dur KV 547a; Adagio h-Moll KV 540
- Luigi Boccherini: 6 Streichquintette für 2 Violinen, Viola und 2 Violoncelli op. 40; 2 Streichquintette für 2 Violinen, Viola und 2 Violoncelli op. 41; 1. Sinfonie op. 42 (um 1788)
- Antonio Salieri: Messe D-Dur für vierstimmigen Chor und Orchester
- Joseph Haydn:  90. Sinfonie C-Dur;  91. Sinfonie Es-Dur; Trio Nr. 24 für Klavier, Violine und Violoncello
- Étienne-Nicolas Méhul: 3 Sonaten für Klavier op. 2
- Johann Ladislaus Dussek: 3 Sonaten für Klavier und Violine; Klaviersonate in As
- Andreas Romberg: Symphonie G-Dur, SteR 2; Symphonie Es-Dur, SteR 3; Symphonie Es-Dur, SteR 4; Symphonie D-Dur, SteR 5; Doppelkonzert D-Dur für Violine, Klarinette und Orchester, SteR 42; Violinkonzert V G-Dur, SteR 44
- Michael Haydn: Alleluja! Dextera Domini, Graduale pro Dominica quarta post Pascha (geistliche Chormusik); Alleluja! Surrexit Christus, Graduale pro Dominica quinta post Pascha (geistliche Chormusik);  34. Sinfonie;  35. Sinfonie;  36. Sinfonie;  37. Sinfonie;  38. Sinfonie;  39. Sinfonie

## Musiktheater
- 01. Januar: Uraufführung der Oper Fedra von Giovanni Paisiello in Neapel, (Teatro San Carlo)
- 08. Januar: Die tragikomische Oper Axur, re d’Ormus von Antonio Salieri mit dem Libretto von Lorenzo da Ponte hat am Wiener Burgtheater ihre Uraufführung und avanciert bald darauf zu einer der bekanntesten und beliebtesten Opern Salieris.
- 23. Januar: Uraufführung der Oper Les Deux Sérénades von Nicolas Dalayrac in Paris (Comédie Italienne)
- 28. Januar: In Biberach an der Riß wird die komische Oper Der Erntekranz von Justin Heinrich Knecht uraufgeführt.
- 02. Februar: Die Uraufführung der Oper Andromeda von Johann Friedrich Reichardt erfolgt an der Königlichen Oper in Berlin.
- 14. Mai: Uraufführung der Oper Sargines ou L’Elève de l’amour von Nicolas Dalayrac in Paris (Comédie Italienne)
- 24. Mai: Uraufführung der Oper The Feast of Anacreon von James Hook
- 26. Juni: Uraufführung der Oper Le rival confident von André-Ernest-Modeste Grétry in Paris (Comédie-Italienne)
- 10. September: Uraufführung der komischen Oper Il Talismano (dt. Der Talisman) von Antonio Salieri am Burgtheater in Wien
- 13. Oktober: Uraufführung der Oper Fanchette ou L’Heureuse Éprouve von Nicolas Dalayrac in Paris (Comédie Italienne)
- 16. Oktober: Uraufführung der Oper Medea in Colchide, von Johann Gottlieb Naumann in Berlin
- 28. Oktober: Uraufführung der komischen Oper Der lahme Husar von Justin Heinrich Knecht in Biberach an der Riß
- 05. Dezember: Uraufführung der Oper Démophon von Luigi Cherubini an der Grand Opéra Paris
- 27. Dezember: Uraufführung der Oper Cleomene, von Giuseppe Sarti in Bologna

Weitere Werke
- Luigi Cherubini: Ifigenia in Aulide (Oper)
- Antonio Salieri: Cublai, gran kan de’ Tartari (dramma eroicomico) 1788 fertiggestellt, erst 1998 uraufgeführt.
- Friedrich Heinrich Himmel: La danza, „Cantata a due voci“ (Kantate für zwei Stimmen)
- Domenico Cimarosa: La felicità inaspettata (Oper); La vergine del sole (Oper); La scuffiara (Oper)
- Franz Danzi: Der Sylphe (Oper)
- Carl Ditters von Dittersdorf: Das rote Käppchen (Oper)
- Stephen Storace: La cameriera astuta, (Komische Oper); The Doctor and the Apothecary (Oper)
- Joseph Weigl: Il pazzo per forza, (Oper in zwei Akten)
- Louis Emmanuel Jadin: Guerre ouverte ou Ruse contre ruse (Oper 3 Akte)
- Vicente Martín y Soler: Filippo II, re di Spagna (Ballett).

## Geboren

### Geburtsdatum gesichert
- 05. Januar: Caspar Ett, deutscher Organist und Komponist († 1847)
- 08. Januar: Erik Drake, schwedischer Musikwissenschaftler und Komponist († 1870)
- 31. Januar: Felice Romani, italienischer Opernlibrettist († 1865)
- 10. Februar: Johann Peter Pixis, deutscher Pianist und Komponist. († 1874)
- 28. Februar: Johann Friedrich Agthe, Stadtmusiker in Weimar († 1840)
- 06. März: Henriette Schleiermacher, deutsche Sängerin (Sopran) († 1840)
- 27. Juni: Bernhard Dreymann, deutscher Orgelbauer († 1857)
- 28. Juni: Franz Joseph Merklin, deutscher Orgelbauer († 1857)
- 11. August: Gottlob Schuberth, deutscher Oboist, Klarinettist und Musikpädagoge († 1846)
- 20. August: José Bernardo Alcedo, peruanischer Komponist († 1878)
- 26. August: Aloys Schmitt, deutscher Komponist, Pianist und Musikpädagoge († 1866)
- 11. Oktober: Simon Sechter, österreichischer Musiktheoretiker, Dirigent und Komponist († 1867)
- 06. November: Giuseppe Donizetti, italienischer Komponist, Dirigent und Musikpädagoge († 1856)
- 26. Dezember: Karl Anton Philipp Braun, deutscher Oboist und Komponist († 1835)

### Genaues Geburtsdatum unbekannt
- Mateu Ferrer i Oller, katalanischer Komponist, Organist, Orchesterleiter und Kapellmeister († 1864)
- Francesca Riccardi, italienische Opernsängerin († 1845)

### Geboren um 1788
- Giovanni Galzerani, italienischer Tänzer und Choreograf († nach 1853)

## Gestorben

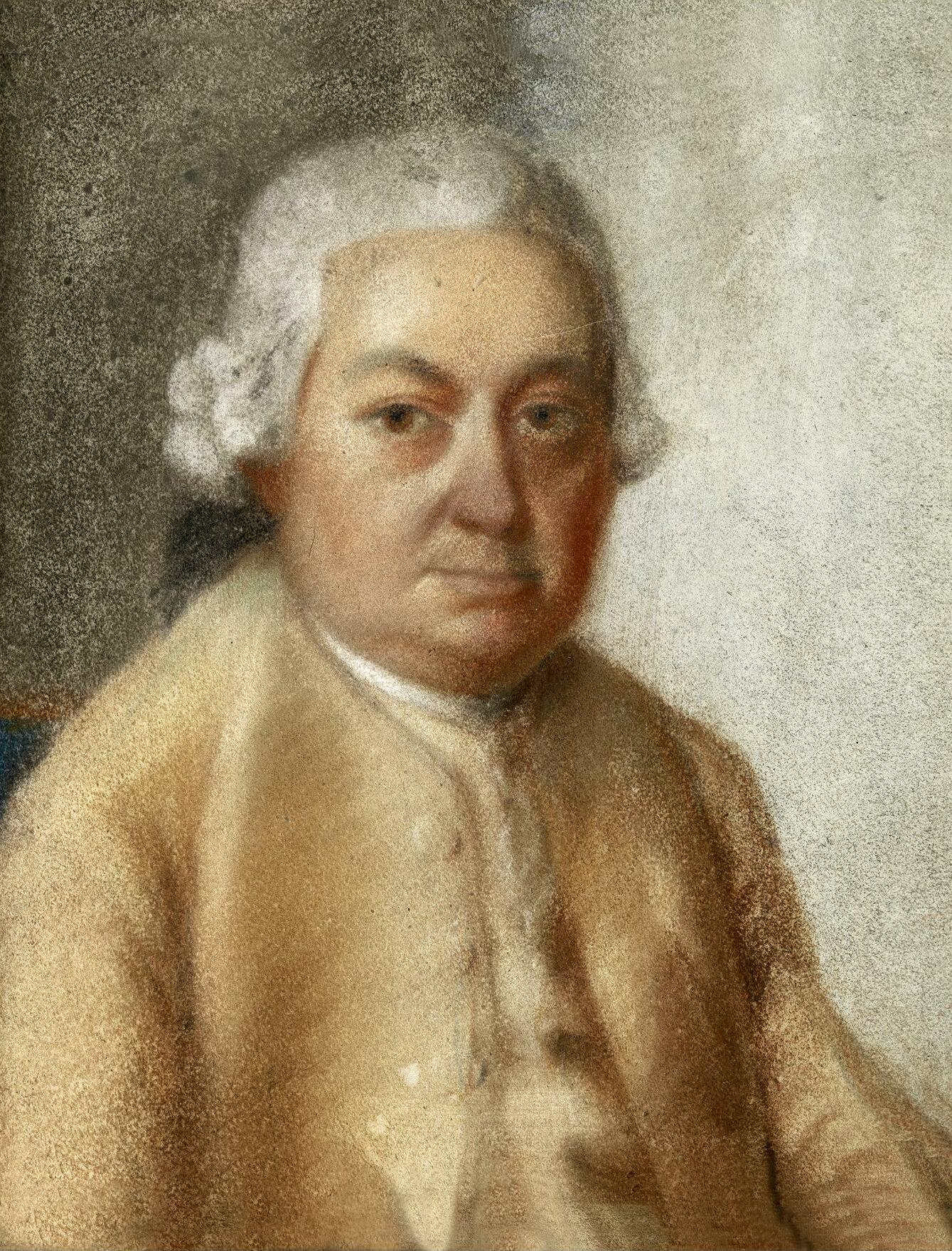
Carl Philipp Emanuel Bach
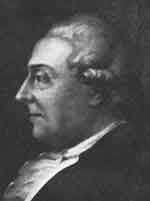
Giuseppe Bonno
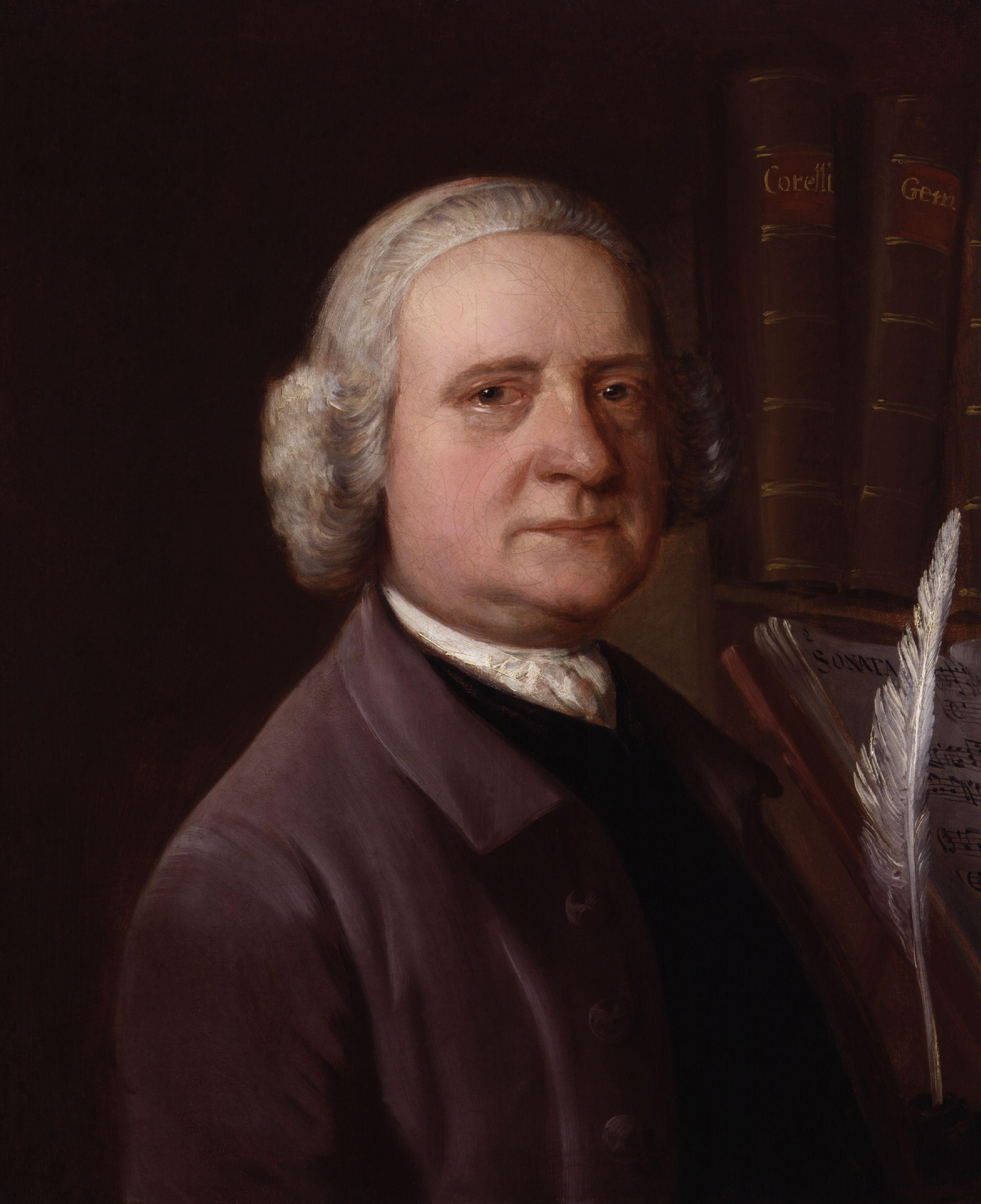
Joseph Gibbs
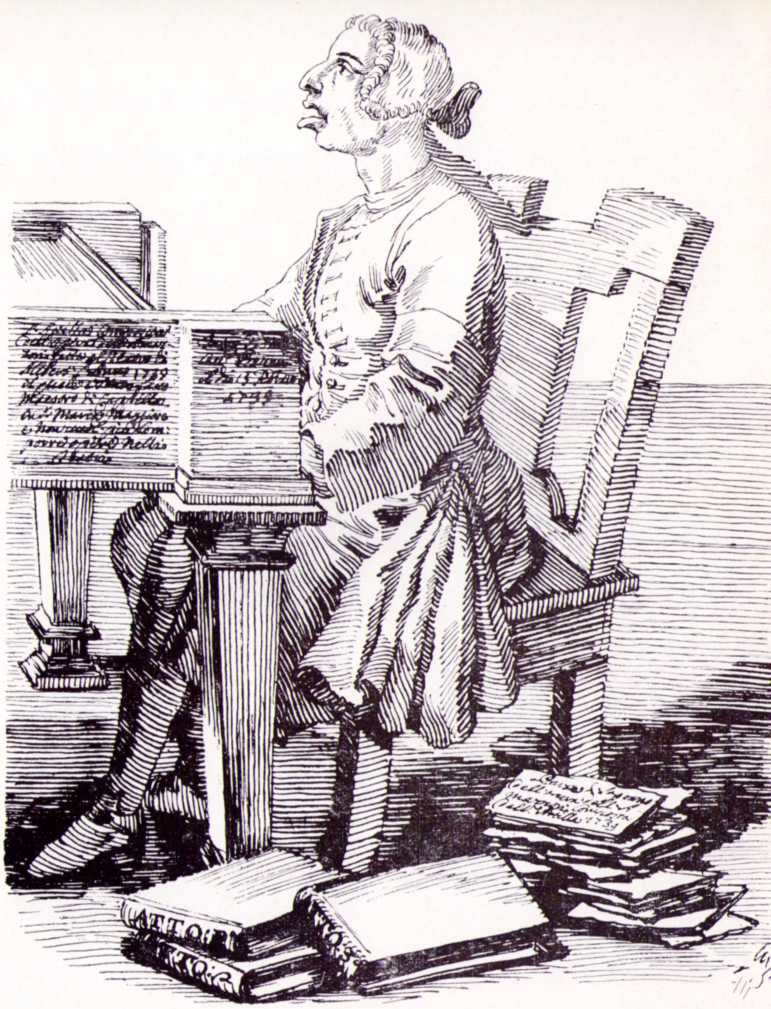
Gaetano Latilla
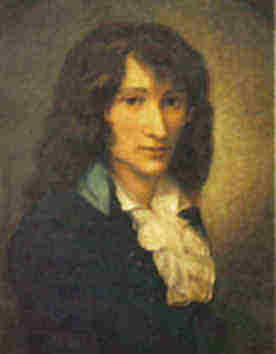
Johann Gottfried Müthel

### Todesdatum gesichert
- 05. Januar: Johann Schneider, deutscher Komponist, Organist und Geiger (* 1702)
- 15. Januar: Gaetano Latilla, italienischer Komponist (* 1711)
- 22. Februar: Jan Lohelius Oehlschlägel, römisch-katholischer Priester und Prämonstratenser, Organist und Komponist (* 1724)
- 12. April: Carlo Antonio Campioni, italienischer Violinist, Komponist und Kapellmeister (* 1720)
- 15. April: Giuseppe Bonno, österreichischer Komponist. (* 1711)
- 28. Juni: Johann Christoph Vogel, deutscher Komponist (* 1756)
- 14. Juli: Johann Gottfried Müthel, deutscher Cembalist, Organist und Komponist (* 1728)
- 02. November: Johann Samuel Schroeter, deutscher Pianist und Komponist (* 1753)
- 12. Dezember: Joseph Gibbs, englischer Organist und Komponist (* 1699)
- 14. Dezember: Carl Philipp Emanuel Bach, deutscher Komponist (* 1714)

### Genaues Todesdatum unbekannt
- Yang Chaoguan, chinesischer Politiker und Opernautor (* 1710)
- Gottlob Göttlich, Orgelbauer in Sachsen (* unbekannt)